# ليزلي بور هوارد
ليزلي بور هوارد (بالإنجليزية: Leslie Burr Howard) هي لاعبة فروسية استعراضية ‏ أمريكية، ولدت في 1 أكتوبر 1956.

## وصلات خارجية
- ليزلي بور هوارد على موقع اللجنة الأولمبية الدولية (الإنجليزية)
- ليزلي بور هوارد على موقع أوليمبيديا (الإنجليزية)